# Phoracantha concolor
Phoracantha concolor là một loài bọ cánh cứng trong họ Cerambycidae.